# Corona de Mallorca
La Corona de Mallorca estigué formada pel conjunt de territoris procedents de la Corona d'Aragó que Jaume I el Conqueridor deixà com a herència al seu fill Jaume II de Mallorca amb el títol de rei de Mallorca. Amb la mort de Jaume III de Mallorca aquests territoris –amb l'excepció dels occitans, que Jaume III havia venut al Regne de França– es reincorporaren a la Corona d'Aragó, de la qual formaren part fins a la seva supressió acabada la Guerra de Successió. La Corona de Mallorca eren, doncs, les propietats de la branca mallorquina del Casal de Barcelona, i va desaparèixer en extingir-se aquesta; no s'ha de confondre, per tant, amb el Regne de Mallorca.

## Àmbit
La Corona de Mallorca comprenia el Regne de Mallorca (format pròpiament per l'illa d'aquest nom, més Menorca –llavors encara en poder dels musulmans– i les Pitiüses), els comtats de Rosselló i Cerdanya (que incloïen també el Conflent, el Vallespir, el Capcir i la senyoria de Cotlliure, és a dir, aproximadament l'actual Catalunya del Nord) i els territoris que Jaume I conservava a Occitània (la senyoria de Montpeller, la baronia de Montpeller i els enclavaments de l'Omeladès i el Carlat).

## Formació
Jaume I en el seu darrer testament (1262) planejà de segregar el Regne de Mallorca, els comtats nord-pirinencs i les terres occitanes de la Corona d'Aragó, donant-los com a herència al seu fill menor Jaume (posteriorment Jaume II de Mallorca). Es constituí així el que s'ha anomenat Corona de Mallorca, sense cap mena de submissió en forma de vassallatge al germà gran, Pere III d'Aragó, que rebé la major part del patrimoni (inclòs l'Aragó), per la qual cosa mantingué el nom de Corona d'Aragó. El 1256, però, Jaume I ja havia fet reconèixer als jurats de Mallorca el seu fill Jaume com a hereu del Regne de Mallorca i de Montpeller (el Rosselló, la Cerdanya i el Conflent s'afegirien al testament). En morir Jaume el Conqueridor el 1276 s'acabà de formar, doncs, la Corona de Mallorca.
Així, el dia 12 de setembre de 1276 el fill menor de Jaume I d'Aragó fou coronat rei de la Corona de Mallorca amb el nom de Jaume II de Mallorca. També en aquesta data es va firmar la Carta de Franqueses i Privilegis de la nova corona. Per commemorar aquest fet (on el Regne de Mallorca fou privatiu i independent a la Corona d'Aragó) se celebra la Diada de Mallorca cada 12 de setembre.
La creació de la Corona de Mallorca fou l'expressió d'una concepció patrimonial de l'estat i la seva composició no reflectia cap entitat històrica, nacional ni cultural preexistent, ni cap condicionant geogràfic (s'ha parlat d'una talassocràcia); en canvi, això sí que ho formava el Regne de Mallorca per si sol. La realitat és que, segons a quina edat s'hagués mort Jaume I, s'hauria aplicat un testament cada vegada diferent, atès que en va redactar sis durant la seva vida. Segons el testament que s'hagués aplicat, Mallorca hauria pogut formar una corona amb el Regne de València, la Catalunya Nord i les terres occitanes (testament 1244), unitat que no se sap quin nom hauria tingut; o bé no hauria tingut cap relació amb cap territori continental i el seu rei hauria estat Pere (testament de 1248); o bé hi hauria hagut una Corona de Mallorca només amb les Balears i Montpeller (testament 1253). Només amb el tercer, cinquè i sisè testament de Jaume I, al seu fill Jaume li haurien tocat les Balears, totes soles o amb un o un altre territori continental, mai el mateix, fora de Montpeller (tal volta per l'aïllament d'aquesta senyoria envers els altres territoris).

## Reis de Mallorca fins a la fi de la Corona de Mallorca

### Corona d'Aragó
- 1231 - 1276: Jaume I el Conqueridor, creador del Regne de Mallorca, primer, i de la Corona de Mallorca, després.

1231-1244 i 1254-1256: Pere de Portugal, senyor de Mallorca, vassall de Jaume I el Conqueridor.

### Corona de Mallorca
- 1276 - 1311: Jaume II de Mallorca, fill de Jaume I el Conqueridor.
  - Pel Tractat de Perpinyà (1279), Jaume II de Mallorca s'enfeudà al seu germà Pere el Gran.
  - El 1285, el rei Pere III d'Aragó emprengué la confiscació del Regne de Mallorca a Jaume II de Mallorca per la seva aliança amb el Regne de França durant Croada contra la Corona d'Aragó. Eivissa fou confiscada el 1286, i Menorca fou conquerida el 1287.
  - Pel Tractat d'Anagni, Jaume II d'Aragó li retornà totes les illes. Els territoris continentals de la Corona (el comtat del Rosselló, el comtat de Cerdanya, etc.) havia restat sempre sota el seu domini.
- 1311 - 1324: Sanç I de Mallorca, fill de l'anterior.
- 1324 - 1349: Jaume III de Mallorca, nebot de l'anterior.
- 1349 - 1375: Jaume IV de Mallorca, fill de l'anterior. Rei titular, mai reconegut per Pere III el Cerimoniós.
- 1375 - 1403: Elisabet I de Mallorca, germana de l'anterior i reina titular.

## Extinció
La Corona de Mallorca, gairebé des del mateix moment de la seva formació, estigué condemnada a l'extinció (per la importància estratègica dels comtats catalans nord-pirinencs, entre Catalunya i la Corona francesa, sobretot, i la feblesa de la Corona de Mallorca, per la seva inferioritat en extensió i població, la discontinuïtat territorial i la distància entre els territoris). Jaume I hagué de recomanar a Jaume II que es mantingués unit al seu germà gran Pere.
Ja en vida de Jaume I el Conqueridor, el futur Pere III d'Aragó, d'acord amb els principals juristes del país, va redactar una protesta secreta contra el testament de son pare que dividia els seus territoris. Com a conseqüència de la voluntat del rei Pere III d'Aragó i dels fets estructurals esmentats, els dos germans signaren el Tractat de Perpinyà (1279) que infeudava el rei de Mallorca al d'Aragó, contra la voluntat i els drets del menor. El 1283, Pere III d'Aragó ocupà el Rosselló, en el context de la guerra amb França per Sicília, i el seu fill Alfons II d'Aragó ocupà Mallorca i Eivissa, i el 1287 conquerí Menorca als musulmans. Mort Alfons, l'hereu, el seu germà Jaume II d'Aragó, el 8 d'agost 1291 signà un compromís de no separar mai el Regne de Mallorca de Catalunya, València i Aragó. Però, perquè el papa, Bonifaci VIII, aixecàs l'excomunió que havia dictat envers ell, tornà la Corona de Mallorca. Jaume II hagué de tornar a reconèixer la infeudació (1297), però ho feu redactant alhora una protesta secreta.
Pere IV d'Aragó reincorporà les terres de la Corona de Mallorca a la Corona d'Aragó el 1343, expropiant els béns a Jaume III de Mallorca mitjançant una sentència en el procés contra el seu parent per incompliment de deures vassallàtics. Després vindrien les accions bèl·liques i la mort de Jaume III a la batalla de Llucmajor (1349), després de vendre Montpeller i els feus de l'Omeladès i el Carladès a Felip de Valois. La reincorporació es feu definitiva mitjançant el Jurament per les Illes fet des de Pere IV d'Aragó per tots els reis, fins a Felip IV de Borbó de no separar les Balears ni cap altre territori de la Corona d'Aragó.

## Genealogia de la casa de Mallorca
```
└─
Jaume I
×
Violant d'Hongria

├─
Pere el Gran
⇒
Corona d'Aragó

└─
Jaume II
×
Esclarmonda de Foix

├─
Jaume de Mallorca

├─
Sanç I
×
Maria de Nàpols

├─
Ferran de Mallorca
×1.
Isabel de Sabran
×2.
Isabel d'Ibelin

│ ├─1.
Jaume III de Mallorca
×1.
Constança d'Aragó
×2.
Violant de Vilaragut

│ │ ├─1.
Jaume IV
×
Joana I de Napols

│ │ ├─1.
Elisabet de Mallorca
×1.
Joan II de Montferrat
×2.
Conrad de Reichach

│ │ │ ├─1.
Otó II de Montferrat 
×
Violant Visconti

│ │ │ ├─1.
Joan III de Montferrat 

│ │ │ ├─1.
Teodor II de Montferrat
×1.
Argentina Malaspina
×2.
Joana de Bar
×3.
Margarida d'Acaia

│ │ │ │ ├─2.
Joan Jaume de Montferrat
×
Joana de Savoia

│ │ │ │ ├─2.
Sibil·la Paleòleg

│ │ │ │ └─2.
Sofia Paleòleg
≠1.
Felip Maria Visconti
×2.
Joan VIII Paleòleg

│ │ │ ├─1.
Guillem de Montferrat

│ │ │ ├─1.
Margarida de Montferrat
×
Pere II d'Urgell

│ │ │ │ ├─
Elionor d'Urgell

│ │ │ │ ├─
Cecília d'Urgell
×
Bernat de Cabrera

│ │ │ │ ├─
Jaume II d'Urgell
×
Isabel d'Aragó

│ │ │ │ ├─
Pere d'Urgell

│ │ │ │ ├─
Joan d'Urgell

│ │ │ │ ├─
Antoni d'Urgell

│ │ │ │ ├─
Tadeu d'Urgell

│ │ │ │ └─
Beatriu d'Urgell

│ │ │ └─2.
Miquel de Reichach

│ │ └─2.
Esclarmonda de Mallorca

│ └─2.
Ferran de Mallorca
×
Esquiva de Xipre

│ └─
Alícia de Mallorca
×
Felip d'Ibelin

├─
Sança de Mallorca
×
Robert I de Nàpols

├─
Felip de Mallorca

├─
Elisabet de Mallorca
×
Joan Manuel de Castella

└─
Saura de Mallorca
×1.
Pere Galceran de Pinós
×2.
Berenguer de Vilaragut
```